# Грачаниця
Грачаниця (серб. Грачаница, Gračanica, алб. Graçanica) — місто в Косово, сербський анклав, центром якого є Монастир Грачаниця. Розташовано за 8 кілометрів на південь від Приштини. Є адміністративним центром для косовських сербів, які проживають на південь від річки Ібар. Населення становить близько 15 тисяч чоловік. Через Грачаницю проходить автошлях Приштина — Урошевац. Охороняється шведським контингентом KFOR.
В анклаві розташований монастир Грачаниця, що належить до переліку об'єктів Світової спадщини ЮНЕСКО.

## Адміністративна приналежність
| Сербська позиція                                              | Албанська позиція                                 |
| ------------------------------------------------------------- | ------------------------------------------------- |
| входить до Косовський округ автономного краю Косово і Метохія | входить до Приштинського округу Республіки Косово |